# Acontias meleagris
Acontias meleagris är en ödleart som beskrevs av Carl von Linné 1758. Acontias meleagris ingår i släktet Acontias och familjen skinkar.
Arten förekommer i södra Sydafrika. Honor lägger inga ägg utan föder levande ungar.

## Underarter
Arten delas in i följande underarter:
- A. m. orientalis
- A. m. meleagris